# Macgregoromyia
Macgregoromyia is een muggengeslacht uit de familie van de langpootmuggen (Tipulidae).

## Soorten
- M. babana Alexander, 1969
- M. benguetensis Alexander, 1929
- M. brevicula Alexander, 1933
- M. brevisector Alexander, 1931
- M. celestia Alexander, 1932
- M. fohkienensis Alexander, 1949
- M. itoi Alexander, 1955
- M. perpendicularis Edwards, 1932
- M. shikokuana Alexander, 1954
- M. sikkimensis Alexander, 1962
- M. syusiro Alexander, 1955
- M. szechwanensis Alexander, 1932